# Ivanhoe
För andra betydelser, se Ivanhoe (olika betydelser).
Ivanhoe är en historisk äventyrsroman från 1819 av sir Walter Scott. Handlingen utspelar sig i 1100-talets England och delar flera karaktärer med Robin Hood-historier, bland andra Robin Hood, prins Johan och Rikard Lejonhjärta.

## Handling
Huvudpersonen är korsfararen riddar Ivanhoe (Wilfred of Ivanhoe) som återvänder till England från fångenskap. Bakgrundshandlingar handlar om motsättningar mellan normander och saxare, och Ivanhoes kärlekskval mellan den vackra och goda judinnan Rebecca och hans barndomskärlek, den passande damen Rowena. Medan Rowena är en ganska färglös figur, är Rebecca ett förhållandevis starkt personporträtt. Medan Ivanhoe tillbringar en stor del av handlingen mer eller mindre oskadliggjord efter att ha skadats i inledningen, utspelas en olycklig kärlekssaga mellan en av prins Johans trogna riddare, tempelherren Brian de Bois-Guilbert, och Rebecca.

## Huvudroller
- Sir Wilfred av Ivanhoe, riddare och son till Cedric Saxaren
- Rebecca, en judisk helbrägdagörerska, dotter till Isaac av York
- Lady Rowena, ung jungfru som står under beskydd av Cedric av Rotherwood
- Prins Johan, bror till Kung Rikard
- Den svarte riddaren, Kung Rikard, inkognito
- Locksley, Robin Hood, en engelsk hemmansägare
- Broder Tuck
- Sir Brian de Bois-Guilbert, ledare för Tempelriddarna och vän till prins Johan
- Isaac av York, Rebeccas far, en judisk penningutlånare
- Prior Aymer, prior i Jorvaulx klosterkyrka, vän med prins Johan
- Sir Reginald Front-de-Bœuf, baron som tilldelades Ivanhoes egendom av prins Johan
- Cedric Saxaren/Lord Cedric av Rotherwood, Ivanhoes far, en saxisk adelsman

### Övriga roller i urval
- Sir Maurice de Bracy
- Fitzurse, prins Johns närmaste man och rådgivare
- Sir Athelstane av Coningsburgh, den siste på den saxiska kungliga släktgrenen
- Wamba, Cedric Saxarens trogne gycklare
- Allan-i-Dalen, medlem i Locksleys grupp

## Romanens betydelse
Romanen hjälpte i stor utsträckning till att forma den romantiska myten om Robin Hood och hans tappra fria män i Sherwoodskogen. Den är också en milstolpe i litteraturhistorien som historisk romantisk roman och ett av de tidigare exemplen på medeltidsvurm under det viktorianska 1800-talet. Konflikten mellan normander och saxare är dock överdriven, och ska snarare ses som en allegori till den engelska rivaliteten mot Frankrike som präglat tiden fram till strax före romanen publicerades.
Scott uppfann i romanen namnet Cedric.

## Ivanhoe i populärkulturen

### Filmatiseringar
Av tre filmatiseringar anses Ivanhoe – den svarte riddaren från 1952 vara den mest lyckade, och nominerades till tre Oscars. Den nyare versionen från 1982, har visats i svensk television på nyårsdagen under en lång följd av år (först i SVT och sedan 2002 i TV3). Den äldsta filmatiseringen gjordes redan 1913. 1997 spelades en brittisk miniserie in för TV, vilken ligger närmare boken än tidigare filmatiseringar och presenterar Ivanhoes nemesis sir Brian med större djup.
1958 gjordes även en TV-serie med namnet Ivanhoe som inte följer romanen, men har samma huvudpersoner. Roger Moore spelade huvudrollen som Ivanhoe.

### Övriga referenser i populärkultur
Den första svenska översättningen utgavs 1821–1822 av förläggaren Georg Scheutz. Många senare översättningar har utkommit: 1854, 1877 (Meïr Aron Goldschmidt), 1877 (Bonniers), 1878 (Askerberg, med 6 färgplanscher), 1887 (Beijer), 1900 (Silén, översättare Petrus Hedberg), 1902 (Ljus, förkortad översättning av Ernst Lundquist, med illustrationer från den franska utgåvan 1880), 1903 (Beijer, illustrerad), med flera.
Till rollspelet Drakar och Demoner gavs 1987 ut en medeltidsinriktad kampanjmodul med namnet Drakar och Demoner Ivanhoe.
Jan Guillous fiktiva romanfigur Arn möter Wilfred of Ivanhoe i en tornering i romanen Tempelriddaren.

## Viktiga platser
Scott använde både verkliga och fiktiva platser i Ivanhoes värld. Torquilstone (Front-de-Boeufs slott), Rotherwood Hall (Cedrics hem), och Templestowe (Tempelriddarnas högkvarter) är alla platser påhittade av Scott.
Historien utspelar sig i:
- Sheffield
- Doncaster
- York
- Yorkshire
- Rotherwood Hall
- Ashby-de-la-Zouche Castle
- Torquilstone
- Templestowe

### Fotnoter
1. ↑  Dick Harrison (17 januari 2015). ”Ivanhoe, än en gång”. Dagens nyheter. http://blog.svd.se/historia/2015/01/17/ivanhoe-an-en-gang/. Läst 18 september 2016.
2. ↑  Axelsson, Mattias (1 januari 2022). ”När visades Ivanhoe första gången på TV3?”. Högtider och traditioner. https://svenskahogtider.com/2022/01/01/nar-visades-ivanhoe-forsta-gangen-pa-tv3/. Läst 1 januari 2022.